# Batalla de Pago Largo
La Batalla de Pago Largo fue un enfrentamiento armado ocurrido el 31 de marzo de 1839 entre las tropas del gobernador de Entre Ríos, brigadier Pascual Echagüe, leal al gobernador de Buenos Aires al frente de las relaciones exteriores de Argentina, brigadier Juan Manuel de Rosas, y las del gobernador de Corrientes coronel Genaro Berón de Astrada.

## Antecedentes
Berón de Astrada, enfrentado con Rosas por la negativa porteña a permitir la libre navegación de los ríos, medida que perjudicaba el comercio y el desarrollo de la provincia de Corrientes, había llegado a un trato con el presidente uruguayo, brigadier Fructuoso Rivera para declarar la guerra personalmente a Rosas. El mediador del encuentro había sido el unitario Salvador María del Carril. Echagüe, que — al igual que el depuesto gobernador santafesino Domingo Cullen — había prestado en un primer momento apoyo a los conjurados, comunicó el pacto a Rosas y fue destacado por este para hacer frente al alzamiento correntino. El tratado incluía entre sus cláusulas que Rivera aportaría con 2000 hombres propios y Berón de Astrada 4000 correntinos, de estos últimos 1000 quedarían protegiendo la provincia y el resto marcharía con Rivera en contra de Rosas. El caudillo oriental tenía en ese momento 4000 hombres propios más unos 2000 mercenarios europeos, principalmente catalanes, por lo que podría formar una tropa de unos 9000 hombres contra Rosas. Sin embargo, Rivera no cumplió con su promesa y Berón de Astrada emprendió la campaña por su cuenta. En ese momento Echagüe tenía solo 2000 hombres en armas viéndose obligado a llamar a milicianos y reservistas (en total en su provincia había entre 7000 y 8000 hombres en edad militar).
Tras tener noticia de la declaración de guerra, efectuada el 28 de febrero precedente, y luego de haber concentrado sus efectivos a orillas del arroyo Calá, Echagüe avanzó sobre territorio correntino con casi 6000 hombres (360 infantes y 5500 jinetes), incluyendo contingentes de milicianos de Santa Fe y Corrientes, y dos cañones, con intención de impedir que las tropas correntinas y las uruguayas llegasen a formar un frente común.
Berón de Astrada había concentrado sus fuerzas en el arroyo Mocoretá. Contaba unos 5000 hombres aproximadamente (450 soldados de a pie y 4500 jinetes) y tres piezas de artillería. Sus tropas eran en su mayoría inexpertas, entre 2500 y 3000 eran milicianos y sólo 500 veteranos, con el agravante para los correntinos que muchos de ellos se consideraban federales, se encontraban contrariados al verse mandados por jefes y oficiales unitarios, entre ellos el coronel Manuel Olazábal, nombrado jefe de Estado Mayor del ejército.

## La batalla

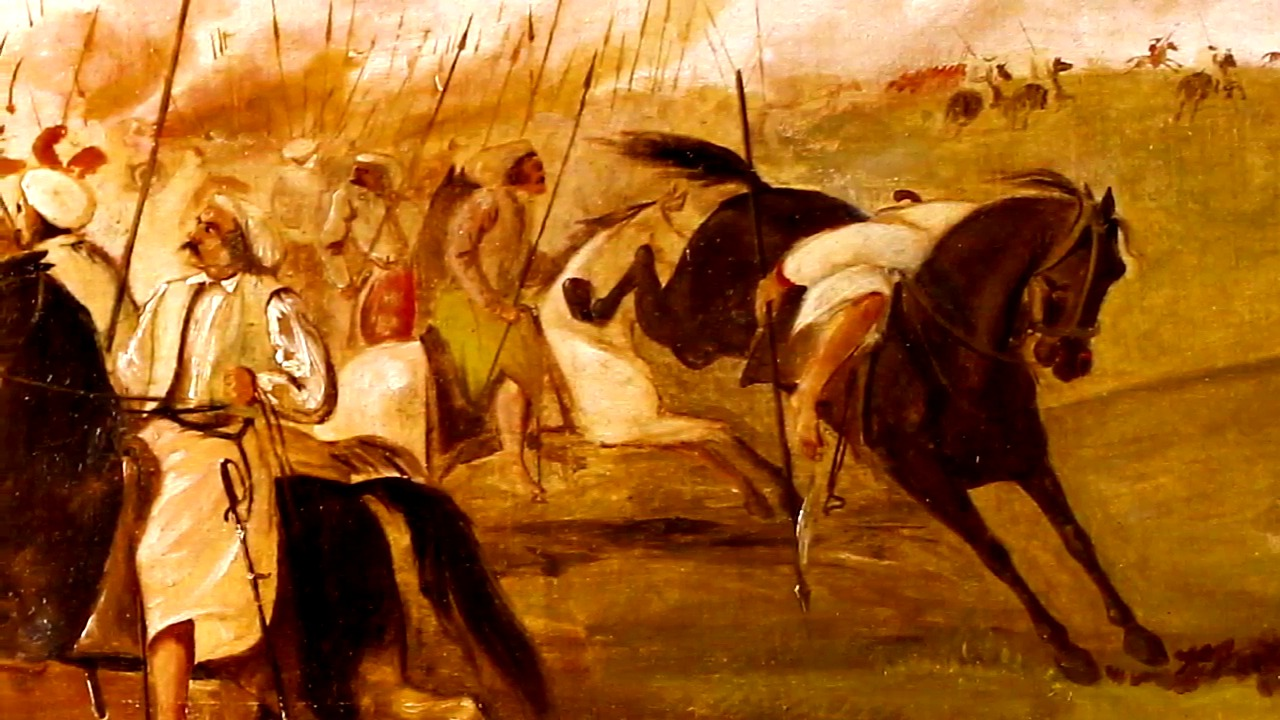
Carga de caballería Correntina,1857 (detalle). Óleo de Juan Manuel Blanes.

Ante el avance enemigo, Astrada retrocedió desde su posición inicial hacia Ombú, al norte de Curuzú Cuatiá. El avance de Echagüe lo obligó a movilizarse, presentando batalla a orillas del arroyo Pago Largo, al sur de Curuzú Cuatiá.
El choque inicial resultó favorable a los correntinos, que avanzaron con la infantería sobre el centro del frente enemigo. Pero una exitosa carga de caballería entrerriana conducida por el coronel mayor Justo José de Urquiza, lugarteniente entonces de Echagüe, provocó la desorganización del inexperto ejército de Berón de Astrada. La batalla duró varias horas, seguida por una persecución que duró dos días. El ejército correntino tuvo cerca de 2000 muertos, incluyendo 800 prisioneros que fueron degollados por los vencedores. Olazábal salvó su vida pues había huido del lugar a todo galope.
El caballo de Berón de Astrada fue derribado de un tiro de boleadoras, y el gobernador fue ultimado a lanzazos en el campo de batalla. De acuerdo a una extendida pero incierta anécdota, el general Urquiza ordenó arrancar una tira de piel de su espalda para hacer una manea, que obsequió a Rosas. El poema Isidora, de Hilario Ascasubi, relata:

lo primero que vio / Isidora en cuanto entró / fue un cartel / con grandes letras sobre él, / y una manea colgada / de una lonja bien granada: / y el letrero / decía así: "¡Esta es del cuero / del traidor Berón de Astrada! / lonja que le fue sacada / por unitario salvaje, / en el paraje / del Pago Largo afamado, / donde fue descuartizado!"

Rosas mandó acuñar medallas para los vencedores y la legislatura entrerriana una especial para Echagüe.

## Consecuencias
Tras su victoria, el ejército de Echagüe penetraría en la Banda Oriental, pero sería rechazado.
La derrota de Pago Largo y la muerte del gobernador general Berón de Astrada, los excesos cometidos por el vencedor en el sur de la provincia de Corrientes, produjeron un estado de terror.  El general Echagüe pidió de inmediato el nombramiento de una persona adicta a su causa en la gobernación y que también fuera de la confianza de Rosas, exigió la anulación del Pacto Federal con la República Oriental y que se confiscaran todos los bienes de Berón de Astrada y de sus seguidores. El congreso nombró gobernador a don Pedro Ferré. Esta designación no resultó del agrado de Rosas por lo que debió renunciar, para que fuera elegido por la Legislatura el sargento José Antonio Romero.
El cancionero de la época lo refleja así:
Cullen y Berón de Astrada,
salvajes de condición,
pagaron por su traición
premio igual en la patriada.
Berón en su retirada
de Pago Largo, le erró.
Y Cullen, que por remedio
vino al Arroyo del Medio,
en medio arroyo quedó.